# Agadir
Agadir (tiếng Ả Rập: أكادير, đã Latinh hoá: ʾagādīr, phát âm [ʔaɡaːdiːr]; tiếng Tachelhit: ⴰⴳⴰⴷⵉⵔ) là một thành phố của Maroc. Đây là tỉnh lỵ tỉnh cùng tên. Thành phố có dân số 678.596 người (năm 2004).

## Khí hậu
| Dữ liệu khí hậu của Agadir (Inezgane) (1991–2020)   | Dữ liệu khí hậu của Agadir (Inezgane) (1991–2020) | Dữ liệu khí hậu của Agadir (Inezgane) (1991–2020) | Dữ liệu khí hậu của Agadir (Inezgane) (1991–2020) | Dữ liệu khí hậu của Agadir (Inezgane) (1991–2020) | Dữ liệu khí hậu của Agadir (Inezgane) (1991–2020) | Dữ liệu khí hậu của Agadir (Inezgane) (1991–2020) | Dữ liệu khí hậu của Agadir (Inezgane) (1991–2020) | Dữ liệu khí hậu của Agadir (Inezgane) (1991–2020) | Dữ liệu khí hậu của Agadir (Inezgane) (1991–2020) | Dữ liệu khí hậu của Agadir (Inezgane) (1991–2020) | Dữ liệu khí hậu của Agadir (Inezgane) (1991–2020) | Dữ liệu khí hậu của Agadir (Inezgane) (1991–2020) | Dữ liệu khí hậu của Agadir (Inezgane) (1991–2020) |
| Tháng                                               | 1                                                 | 2                                                 | 3                                                 | 4                                                 | 5                                                 | 6                                                 | 7                                                 | 8                                                 | 9                                                 | 10                                                | 11                                                | 12                                                | Năm                                               |
| --------------------------------------------------- | ------------------------------------------------- | ------------------------------------------------- | ------------------------------------------------- | ------------------------------------------------- | ------------------------------------------------- | ------------------------------------------------- | ------------------------------------------------- | ------------------------------------------------- | ------------------------------------------------- | ------------------------------------------------- | ------------------------------------------------- | ------------------------------------------------- | ------------------------------------------------- |
| Cao kỉ lục °C (°F)                                  | 31.9 (89.4)                                       | 36.0 (96.8)                                       | 38.2 (100.8)                                      | 40.0 (104.0)                                      | 46.1 (115.0)                                      | 46.7 (116.1)                                      | 48.5 (119.3)                                      | 50.4 (122.7)                                      | 43.5 (110.3)                                      | 42.6 (108.7)                                      | 38.0 (100.4)                                      | 33.6 (92.5)                                       | 50.4 (122.7)                                      |
| Trung bình ngày tối đa °C (°F)                      | 21.2 (70.2)                                       | 22.0 (71.6)                                       | 23.4 (74.1)                                       | 23.2 (73.8)                                       | 24.2 (75.6)                                       | 25.6 (78.1)                                       | 26.7 (80.1)                                       | 27.0 (80.6)                                       | 26.1 (79.0)                                       | 26.1 (79.0)                                       | 24.1 (75.4)                                       | 22.1 (71.8)                                       | 24.3 (75.8)                                       |
| Trung bình ngày °C (°F)                             | 14.8 (58.6)                                       | 16.1 (61.0)                                       | 17.9 (64.2)                                       | 18.7 (65.7)                                       | 20.1 (68.2)                                       | 21.9 (71.4)                                       | 23.0 (73.4)                                       | 23.3 (73.9)                                       | 22.3 (72.1)                                       | 21.4 (70.5)                                       | 18.5 (65.3)                                       | 16.1 (61.0)                                       | 19.5 (67.1)                                       |
| Tối thiểu trung bình ngày °C (°F)                   | 8.4 (47.1)                                        | 10.1 (50.2)                                       | 12.3 (54.1)                                       | 14.1 (57.4)                                       | 15.9 (60.6)                                       | 18.1 (64.6)                                       | 19.2 (66.6)                                       | 19.5 (67.1)                                       | 18.6 (65.5)                                       | 16.7 (62.1)                                       | 12.9 (55.2)                                       | 10.1 (50.2)                                       | 14.7 (58.4)                                       |
| Thấp kỉ lục °C (°F)                                 | 1.1 (34.0)                                        | 2.4 (36.3)                                        | 5.3 (41.5)                                        | 4.4 (39.9)                                        | 8.9 (48.0)                                        | 12.9 (55.2)                                       | 13.0 (55.4)                                       | 14.6 (58.3)                                       | 12.1 (53.8)                                       | 9.5 (49.1)                                        | 1.6 (34.9)                                        | 2.2 (36.0)                                        | 1.1 (34.0)                                        |
| Lượng Giáng thủy trung bình mm (inches)             | 32.0 (1.26)                                       | 28.6 (1.13)                                       | 31.3 (1.23)                                       | 13.8 (0.54)                                       | 5.6 (0.22)                                        | 0.8 (0.03)                                        | 0.2 (0.01)                                        | 3.1 (0.12)                                        | 3.7 (0.15)                                        | 21.2 (0.83)                                       | 42.3 (1.67)                                       | 49.0 (1.93)                                       | 231.6 (9.12)                                      |
| Số ngày giáng thủy trung bình (≥ 1 mm)              | 2.8                                               | 2.7                                               | 3.2                                               | 1.7                                               | 0.8                                               | 0.2                                               | 0.1                                               | 0.3                                               | 0.5                                               | 1.9                                               | 3.0                                               | 3.6                                               | 20.8                                              |
| Số giờ nắng trung bình tháng                        | 234.6                                             | 224.8                                             | 266.8                                             | 273.5                                             | 297.1                                             | 266.8                                             | 252.7                                             | 247.6                                             | 234.5                                             | 242.2                                             | 228.1                                             | 221.8                                             | 2.990,5                                           |
| Phần trăm nắng có thể                               | 74                                                | 73                                                | 73                                                | 71                                                | 71                                                | 64                                                | 59                                                | 61                                                | 64                                                | 70                                                | 73                                                | 71                                                | 68                                                |
| Nguồn: NOAA (nắng, 1981–2010), (kỷ lục cao tháng 2) |                                                   |                                                   |                                                   |                                                   |                                                   |                                                   |                                                   |                                                   |                                                   |                                                   |                                                   |                                                   |                                                   |

## Thành phố kết nghĩa
Agadir có tám thành phố kết nghĩa:
- Mar del Plata, Argentina
- Miami, Hoa Kỳ
- Oakland, Hoa Kỳ
- Portsmouth, New Hampshire, Hoa Kỳ
- Olhão, Bồ Đào Nha
- Nantes, Pháp
- Stavanger, Na Uy
- Shiraz, Iran
- Vigan, Philippines

Khối hợp tác:
- Lyon, Pháp